# Щепковский, Збигнев
Збигнев Щепковский (пол. Zbigniew Szczepkowski; 4 мая 1952, Новогард, Западно-Поморское воеводство — 4 февраля 2019) — польский трековый и шоссейный велогонщик, выступавший в 1970-х и 1980-х годах. Победитель и призёр многих крупных соревнований своего времени, чемпион польского национального первенства, участник летних Олимпийских игр в Монреале.

## Биография
Збигнев Щепковский родился 4 мая 1952 года в городе Новогард, Польша.
Занимался велоспортом в клубе «Легия» в Варшаве, выступал одновременно на шоссе и на треке.
В 1975 году отметился выступлением в многодневной гонке «Тур Польши», где сумел выиграть один из этапов и дважды финишировал третьим.
Наивысшего успеха в трековом велоспорте на международном уровне добился в сезоне 1976 года, когда вошёл в основной состав польской национальной сборной и благодаря череде удачных выступлений удостоился права защищать честь страны на летних Олимпийских играх в Монреале. Участвовал в программе командной гонки преследования на 4000 метров, вместе с соотечественниками Яном Янкевичем, Чеславом Лангом и Кшиштофом Суйкой остановился на стадии четвертьфиналов, где был побеждён командой Великобритании, и занял итоговое пятое место.
После монреальской Олимпиады Щепковский продолжил принимать участие в крупнейших международных соревнованиях любительского шоссейного велоспорта. Так, в 1977 году он проехал многодневную «Молочную гонку» в Великобритании, где на трёх этапах сумел попасть в десятку сильнейших, в том числе в одном случае стал бронзовым призёром. Был лучшим в гонке Seacroft Centre Grand Prix.
В 1978 году на «Туре Польши» выиграл два этапа и дважды финишировал третьим.
В 1979 году вновь участвовал в «Молочной гонке», на сей раз победил на одном из этапов и четырежды финишировал вторым. При этом одержал победу в горной классификации, был третьим в очковой классификации, четвёртым в комбинации, пятым в спринтерской классификации, закрыл двадцатку сильнейших генеральной классификации. Выступил на «Вуэльте Тачиры» в Венесуэле, проехал многодневную гонку Carrera Transpeninsular в Мексике, где выиграл три этапа и расположился в общем зачёте на третьей строке.
В 1980 года стал чемпионом Польши в командной гонке с раздельным стартом и получил серебро в индивидуальной гонке с раздельным стартом. Добавил в послужной список победу на одном из этапов «Тура Польши», выиграл гонку «Джиро делле Региони» в Италии.
В 1981 году занял третье место в генеральной классификации «Молочной гонки», также был лучшим в очковой классификации, победил на одном из этапов.
На «Молочных гонках» 1982 и 1983 годов занимал в общем зачёте 6 и 14 места соответственно, при этом продолжал бороться за победу на этапах и оба раза становился лучшим горовосходителем. Кроме того, в 1982 году одержал победу на «Туре Турции».
Во второй половине 1980-х годов уже выступал не так активно. Один из последних значимых результатов на шоссе — бронза чемпионата Польши в групповой гонке в 1987 году.
По завершении спортивной карьеры Щепковский работал тренером по велоспорту, исполнял роль спортивного директора нескольких польских велокоманд: Servisco Koop Warsaw (2000—2003), DHL-Author Warsaw (2004—2010), Bank BGŻ Team (с 2011 года).
За выдающиеся спортивные достижения в ноябре 2010 года награждён орденом Возрождения Польши в классе офицера.
Умер 4 февраля 2019 года в Варшаве в возрасте 66 лет.